# Miljoenennota 2007
De miljoenennota 2007 is een algemene toelichting van de Nederlandse regering op de verwachte inkomsten en de uitgaven in de Nederlandse Rijksbegroting voor het jaar 2007, zoals deze bekend is gemaakt op Prinsjesdag 2006.  

## Inhoud
In de miljoenennota 2007 worden de belangrijkste plannen van het kabinet voor het jaar 2007 besproken. Hierbij wordt ingegaan op de kosten en de invloed van deze plannen op de burgers en de bedrijven. Ook wordt in de miljoenennota de algemene toestand van de Nederlandse economie besproken. Een belangrijk onderwerp zijn altijd ook de overheidsfinanciën. Wanneer er sprake is van een tekort (wat bijna altijd het geval is) wordt aangegeven hoe groot dit tekort is en hoe het zal worden gefinancierd.

## Geraamde uitgaven (in miljoenen euro)
| Geraamde uitgaven                    | Bedrag  |
| ------------------------------------ | ------- |
| Totaal uitgaven begroting            | 156.804 |
| Niet-belastingontvangsten            | 26.638  |
| Totaal netto niet-relevante uitgaven | 11.263  |
| Totaal                               | 194.705 |

## Raming van de belasting- en premieontvangsten (in miljoenen euro)
| Geraamde belasting- en premieontvangst              | Belastingen | Belastingen en premies |
| --------------------------------------------------- | ----------- | ---------------------- |
| Kostprijsverhogende belastingen                     | 71.021      |                        |
| Belastingen op inkomen, winst en vermogen           | 59.823      |                        |
| Niet nader toe te rekenen belastingontvangsten      | 47          |                        |
| Totaal belastingen                                  | 130.891     | 130.891                |
| Premies volksverzekeringen kas                      |             | 32.148                 |
| Premies werknemersverzekeringen                     |             | 41.371                 |
| Aansluiting naar EMU-basis                          |             | 625                    |
| Totaal belasting- en premieontvangsten op EMU-basis |             | 205.034                |

## Geraamd overschot (in miljoenen euro)
| Geraamd overschot                                   | Bedrag  |
| --------------------------------------------------- | ------- |
| Totaal uitgaven                                     | 194.705 |
| Totaal belasting- en premieontvangsten op EMU-basis | 205.034 |
| Overschot                                           | 10.329  |